# Villa rustica de la Caransebeș
Villa rustica este situată pe o terasă a râului Timiș, în apropierea localității Caransebeș, pe partea stângă a șoselei Caransebeș-Orșova, în punctul numit Câmpul lui Corneanu.

## Legături exerne
- Roman castra from Romania (includes villae rusticae) - Google Maps / Earth Arhivat în 5 decembrie 2012, la Archive.is